# Obtusella macilenta
Obtusella macilenta is een slakkensoort uit de familie van de Rissoidae. De wetenschappelijke naam van de soort is voor het eerst geldig gepubliceerd in 1880 door Monterosato.